# Lee Priest
Lee Andrew Priest McCutcheon (sinh ngày 6 tháng 7 năm 1972 ở Newcastle, Australia) là một vận động viên thể hình chuyên nghiệp IFBB và hiện tại là vận động viên chuyên nghiệp NABBA.

## Tiểu sử
Lee lớn lên ở Wallsend Australia, mẹ của anh ta cũng là một vận động viên thể hình chuyên nghiệp và thường biểu diễn cùng với Lee trên sàn thi đấu.Lee bắt đầu luyện tập từ năm 12 tuổi với sự giúp đỡ và ủng hộ của ông nội.Lee lần đầu tiên tham gia thi đấu vào năm 13 tuổi và đã chiến thắng.Anh còn thắng rất nhiều cuộc thi nữa để dẫn đến danh hiệu IFBB Mr Australia vào năm 17, 18, 19 tuổi.Lee tham gia giải vô địch thế giới năm 17 tuổi và về thứ tư.Năm 19 tuổi Lee lại thắng giải Mr Australia nhưng không được cấp thẻ vận động viên chuyên nghiệp vì còn quá trẻ.Sau đó Lee quyết định tham gia giải nghiệp dư Niagra Falls, ở đó tài năng của Lee được phát hiện và anh được trao thẻ chuyên nghiệp khiến Lee trở thành một trong những người trẻ nhất đạt danh hiệu IFBB ở tuổi 20.
Lee luôn thi đấu thành công ở giải IFBB trong suốt hơn 16 năm.Vào năm 2010, Lee quyết định đổi qua NABBA nhưng vì giải Mr.Universe chưa bắt đầu nên anh không có giải nào để thi đấu, NABBA mời anh một chân nghiệp dư nhưng Lee nhanh chóng từ chối.Sau đó, Paul Dillet mời Lee thi đấu tại giải WBFF nhưng vì giải đấu tổ chức không chuyên nghiệp và có nhiều thiếu sót nên Lee đã quyết định bỏ thi.
Lee có công ty bán thực phẩm chức năng riêng ở Úc có tên Assassin Nutrition. Công ty đã quyết định tìm ra cách dễ dàng nhất để bán thực phẩm chức năng đến với người hâm mộ đó chính là bán trực tuyến.
Bên cạnh sự nghiệp thể hình thành công, Lee còn là một tay đua chuyên nghiệp.Lee bắt đầu đua xe vào năm 2002 với đua đường dài và vòng tròn.Anh bắt đầu sự nghiệp đua xe vượt chướng ngại vật vào năm 2004.Lee thắng rất nhiều giải ở thể loại đua xe đường dài và vòng tròn nhưng thể loại đua xe vượt chướng ngại vật mới đem lại thành công cho Lee.Năm 2005, Lee thắng giải Rookie of the Year rồi tiếp đến năm 2006, anh lại tiếp tục vô địch.
Lee cũng có tham gia làm hình tượng cho nhân vật Hulk trong phim và game.Lee cũng có xuất hiện trong một vài bộ phim truyền hình dài tập ở Úc (Rescue Special Ops) và sẽ có một vai phụ ở bộ phim sắp tới.Lee hiện tại đang tham gia đóng thêm phim và chụp hình dưới danh tiếng là vận động viên thể hình chuyên nghiệp.
Năm 2012, Lee được lấy hình để làm quảng cáo cho chương trình truyền hình thực tế Big Brother Australia 2012.

## Chỉ số hình thể
- Chiều cao:5'4
- Cân nặng(không tham gia thi đấu):235 - 285 lbs.
- Cân nặng(khi tham gia thi đấu):196 - 205 lbs.
- Vòng bắp tay:22 inches(56 cm)

## Các giải từng thi đấu
- 1989 IFBB Australian Championships
- 1990 IFBB Australian Championships
- 1990 IFBB World Amateur Championships, Lightweight
- 1993 IFBB Niagara Falls Pro Invitational
- 1994 IFBB Arnold Schwarzenegger Classic
- 1994 IFBB Ironman Pro Invitational
- 1994 IFBB Night of Champions
- 1994 IFBB San Jose Pro Invitational
- 1995 IFBB Arnold Schwarzenegger Classic
- 1995 IFBB Florida Pro Invitational
- 1995 IFBB Ironman Pro Invitational
- 1995 IFBB South Beach Pro Invitational
- 1996 IFBB Ironman Pro Invitational
- 1996 IFBB San Jose Pro Invitational
- 1997 IFBB Arnold Schwarzenegger Classic
- 1997 IFBB Grand Prix Czech Republic
- 1997 IFBB Grand Prix England
- 1997 IFBB Grand Prix Finland
- 1997 IFBB Grand Prix Germany
- 1997 IFBB Grand Prix Hungary
- 1997 IFBB Grand Prix Russia
- 1997 IFBB Grand Prix Spain
- 1997 IFBB Ironman Pro Invitational
- 1997 IFBB Mr. Olympia
- 1998 IFBB Mr. Olympia
- 1999 IFBB Iron Man Pro Invitational
- 1999 IFBB Mr. Olympia
- 2000 IFBB Night of Champions
- 2000 IFBB Mr. Olympia
- 2001 IFBB Ironman Pro Invitational
- 2002 IFBB Ironman Pro Invitational
- 2002 IFBB Arnold Schwarzenegger Classic
- 2002 IFBB San Francisco Grand Prix
- 2002 IFBB Mr. Olympia
- 2003 IFBB Mr. Olympia
- 2004 IFBB Ironman Pro
- 2004 IFBB San Francisco Pro Invitational
- 2005 IFBB Grand Prix Australia
- 2005 IFBB Arnold Classic
- 2005 IFBB Iron Man Pro Invitational
- 2006 IFBB Ironman Pro
- 2006 IFBB Arnold Classic
- 2006 IFBB Grand Prix Australia
- 2006 NOC New York
- 2006 PDI Night of Champions

## Video hướng dẫn luyện tập
- The Blonde Myth (1998)
- Another Blonde Myth (2001)
- Training Camp and Career Highlights-bao gồm các hình ảnh tuyệt vời về hình thể của Lee
- It's Not Revenge (2006)-xem Lee luyện tập một vài ngày cho giải đấu ở Austin.
- Reality DVD series (2006–2008) BodybuildersReality.com